# Đức Quang (phủ)
Đức Quang (1490-1831) là tên một phủ nằm ở hữu ngạn và hạ lưu sông Lam thuộc xứ Nghệ An thời nhà Hậu Lê, Lê - Trịnh, Tây Sơn đến thời kỳ đầu nhà Nguyễn.
Năm 1490, niên hiệu Hồng Đức thứ 21, triều vua Lê Thánh Tông thì Nghệ An thừa tuyên được đổi thành xứ Nghệ An. Phủ Đức Quang là một trong 8 phủ của xứ Nghệ. Lúc bấy giờ phủ Đức Quang quản lĩnh 6 huyện gồm: 
- Thanh Chương (huyện Thanh Chương hiện nay và một phần đất phía tây nam huyện Nam Đàn)
- Hương Sơn (huyện Hương Sơn, Vũ Quang và Hương Khê hiện nay),
- La Sơn (nay là toàn bộ huyện Đức Thọ và các xã phía bắc huyện Can Lộc và phía bắc Thị xã Hồng Lĩnh)
- Thiên Lộc (nay là huyện Can Lộc và một phần đất phía bắc huyện Lộc Hà, phần nam của Thị xã Hồng Lĩnh).
- Nghi Xuân
- Chân Phúc (nay là huyện Nghi Lộc và thành phố Vinh).

Năm Minh Mệnh thứ 3 (1822) vì kiêng húy nên đổi phủ Đức Quang thành phủ Đức Thọ. Năm Minh Mạng thứ 12 (1831), trấn Nghệ An chia tách thành 2 tỉnh: tỉnh Hà Tĩnh và tỉnh Nghệ An. Lúc đó phủ Đức Quang bị tách ra các phủ, huyện sau:
- huyện Thanh Chương nhập vào phủ Anh Sơn, tỉnh Nghệ An.
- huyện Chân Phúc nhập vào phủ Anh Đô, tỉnh Nghệ An.
- các huyện: Hương Sơn, La Sơn, Nghi Xuân, Thiên Lộc,lập thành phủ Đức Thọ, tỉnh Hà Tĩnh.